# Germano Almeida
Germano Almeida (ur. 31 lipca 1945 na Boa Vista) – prawnik i pisarz kabowerdyjski.
Studiował prawo na Uniwersytecie Lizbońskim, pracuje jako adwokat w Mindelo. Debiutował w latach 80. XX wieku, publikując opowiadania w czasopiśmie „Ponto & Vírgula”. Tworzy również powieści. Jego twórczość koncentruje się na rzeczywistości Republiki Zielonego Przylądka, w tym zmianach zachodzących przy odchodzeniu od kolonializmu.  

## Twórczość
- O dia das calças roladas (1982)
- O meu poeta (1989), ISBN 972-21-0786-0
- O testamento do Senhor Napomuceno da Silva Araújo (1991), ISBN 972-21-0575-2
- A ihlha fantástica (1994), ISBN 972-21-0917-0
- Os dois irmãos (1995), ISBN 972-21-1032-2
- Estórias de dentro de casa • Novelas (1996), ISBN 972-211078-0
- A morte do meu poeta (1998)
- A família trago (1998), ISBN 972-21-1175-2
- Estórias contadas (1998)
- Dona Pura e os camaradas de Abril (1999), ISBN 972-21-1254-6
- As memórias de um espírito (2001), ISBN 972-21-1428-X
- Cabo Verde – Viagem pela história das ilhas (2003), ISBN 972-21-1544-8
- O mar na Lajinha (2004), ISBN 972-21-1609-6
- Eva (2006), ISBN 972-21-1789-0
- A morte do ouvidor (2010), ISBN 978-972-21-2114-9